# Dongrong
Dongrong (kinesiska: 东荣镇, 东荣) är en köping i Kina. Den ligger i den autonoma regionen Guangxi, i den södra delen av landet, omkring 260 kilometer nordost om regionhuvudstaden Nanning. Antalet invånare är 30320. Befolkningen består av 14 122 kvinnor och 16 198 män. Barn under 15 år utgör 26,0 %, vuxna 15-64 år 64 %, och äldre över 65 år 9,0 %.
Genomsnittlig årsnederbörd är 2 233 millimeter. Den regnigaste månaden är maj, med i genomsnitt 366 mm nederbörd, och den torraste är oktober, med 38 mm nederbörd.